# Karlovačko

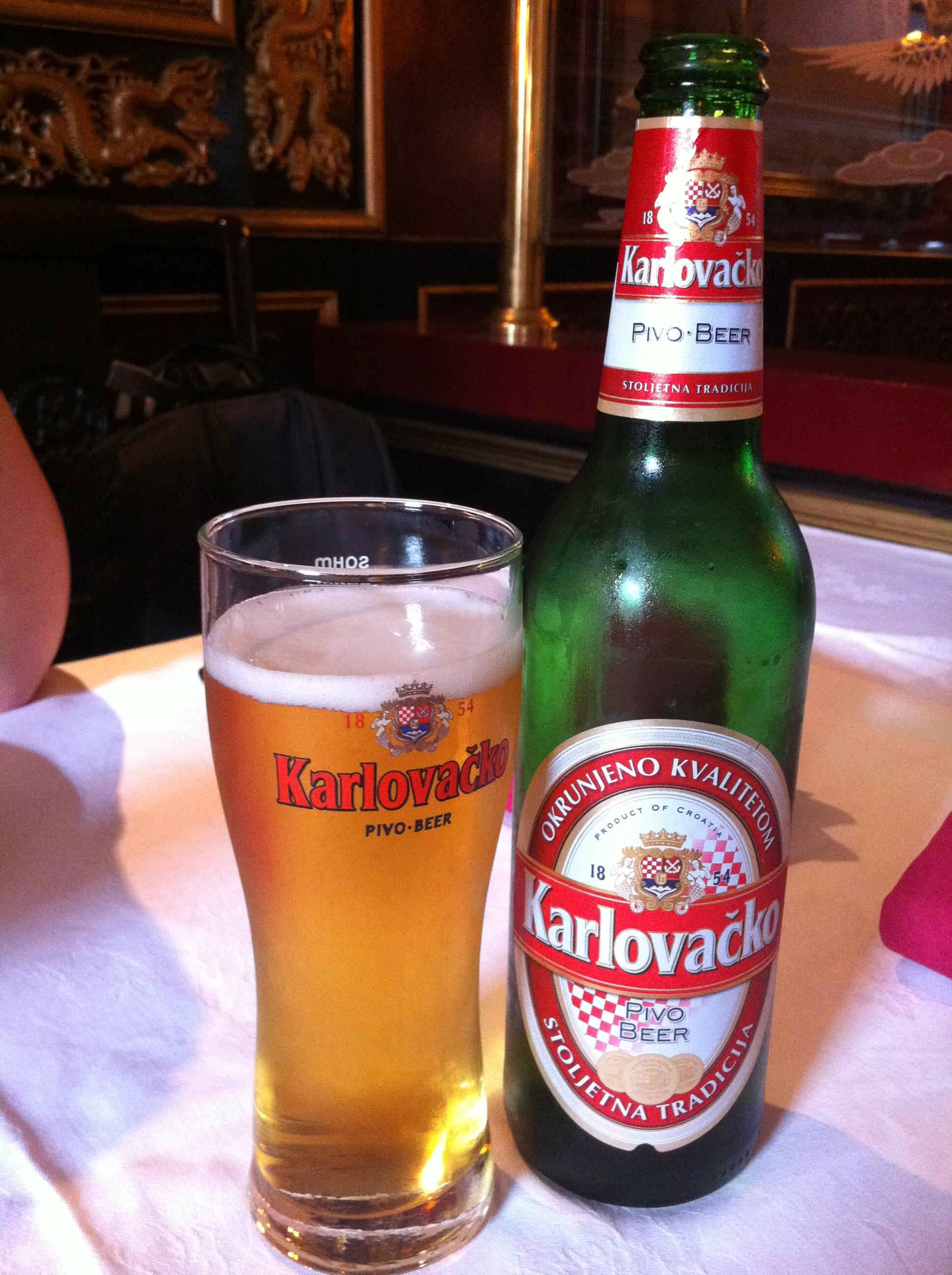
Karlovačko i Zagreb

Karlovačko är ett ölmärke som tillverkas av det kroatiska bryggeriet Karlovačka pivovara d.d. som har sitt säte i staden Karlovac.
Innehåll: vatten, kornmalt, majsgröpe och humle.